# Рахматуллин, Калим Ахмедович
Рахматуллин Калим Ахмедович (1903, Токмак, Чуйский район, Киргизская ССР — 1946, Фрунзе) — киргизский советский литературный критик, литературовед, драматург, общественный деятель, член Союза писателей СССР (с 1943 год). За заслуги в деле развития киргизского литературоведения Калим Ахмедович был награждён орденом Трудового Красного Знамени.

## Биография
Литературный критик, литературовед и общественный деятель Калим Ахмедович Рахматуллин родился в 1903 году в городе Токмаке Чуйского района Киргизской ССР в семье мелкого торговца. Вскоре после рождения Калима его отец умер, и мальчику пришлось с двенадцати лет начать трудовую жизнь: работал на шерстомойках, был сторожем в Токмакской городской библиотеке. В октябре 1919 года Калим Рахматуллин вступил в ряды Коммунистической партии и с этого времени находился на партийной работе. В 1920 году Рахматуллин направился в краевой, а затем в областной комитеты ЛКСМ Кыргызстана. В 1920—1921 годах он служил в рядах Красной Армии, а затем, до 1923 года, работал в партийных органах городов Токмака и Нарына.
С 1923 по 1925 год Калим Ахмедович учился на рабфаке при САГУ, а затем в университете. В 1925—1927 годах он был работником Средазбюро ЦК ВКП(б). В последующие годы Рахматуллин работал в советском Кыргызстане заведующим отделом печати Киргизского областного комитета ВКП(б), главным редактором Киргизгосиздата. В 1931 году Калим Ахмедович окончил экономический факультет САГУ и до 1935 года занимал должность ответственного редактора республиканской газеты «Кызыл Кыргызстан», а затем — директора Киргизгосиздата, преподавателя и заведующего кафедрой киргизской литературы Киргизского педагогического института. В 1941—1946 годах Рахматуллин Калим Ахмедович — редактор отдела Киргизгосиздата, старший научный сотрудник Института языка, литературы и истории Киргизского филиала Академии наук СССР.
Умер Калим Ахмедович в 1946 году.

## Деятельность
Литературно-критическая деятельность Калима Ахмедовича началась в 1927 году. Калим Рахматуллин внёс большой вклад в формирование и развитие киргизского литературоведения и литературной критики. Наряду с многочисленными критическими статьями о творчестве Аалы Токомбаева и Алымкула Усенбаева, о сказителях «Манаса» и о важных процессах развития современной киргизской советской литературы, Рахматуллин написал ряд учебников для школы и много публицистических, литературоведческих работ: «Великий патриот — легендарный Манас» (1942 год), «Сказители „Манаса“» (1942 год), «Очерки истории киргизской литературы» (1943 год), «Киргизский народ в борьбе за свою Родину» (1943 год). Книга «Великий патриот — легендарный Манас» в 1943 году была издана на русском языке. В соавторстве с писателем Т. Сыдыкбековым Рахматуллин создал пьесу «Манас и Алмамбет», которая шла в республиканских театрах в годы Великой Отечественной войны.

## Публикации
на русском языке
- Рахматуллин К. Против остатков кулацкого, буржуазно-националистического и феодального строя // Советская Киргизия : газета. — 1933. — 17 мая.
- Рахматуллин К. Расцвет национальной культуры // Советская Киргизия : газета. — 1936. — 6 июня.
- Рахматуллин К. (В соавторстве с О. Джакишевым). Киргизская литература // В книге: Большая советская энциклопедия : энциклопедия. — 1936. — Т. XXXII. — С. 382—384.
- Рахматуллин К. (В соавторстве с О. Джакишевым). Киргизская литература // Советская Киргизия : газета. — 1936. — 5 мая.
- Рахматуллин К. Пути развития киргизской литературы // Советская Киргизия : газета. — 1943. — 12 декабря.
- Рахматуллин К. Идея патриотизма в киргизской литературе // Известия Киргиз. ФАН СССР, вып. I : газета. — 1945. — С. 97—104.
- Рахматуллин К. Вольное обращение с классиками // Советская Киргизия : газета. — 1945. — 20 января.
- Рахматуллин К. За двадцать лет. (Литература и литературоведение Советской Киргизии) // Литературная газета : газета. — 1946. — 2 марта.
- Рахматуллин К. (В соавторстве с С. Липкиным). От песни к роману // Киргизстан, кн. 3. — 1946. — С. 164—167.
- Рахматуллин К. (Под ред. академика К. И. Скрябина). Киргизская литература и литературоведение за 20 лет. (В книге: Наука в Киргизии за 20 лет. 1926—1946) // изд. Киргиз. ФАН СССР : газета. — 1946.

на киргизском языке
- Рахматуллин К. О выходцах из мелкобуржуазной семьи (киргиз.) // Кызыл Кыргызстан : газета. — 1932. — 9 июня.
- Рахматуллин К. Ранние стихи Аалы (киргиз.) // Кызыл Кыргызстан : газета. — 1933. — 6 июня.
- Рахматуллин К. Киргизская литература развивается (киргиз.) // Кызыл Кыргызстан : газета. — 1936. — 5 мая.
- Рахматуллин К. Кровавые годы (киргиз.) // Кызыл Кыргызстан : газета. — 1936. — 29 мая.
- Рахматуллин К. Возникновение киргизской литературы. (Из истории киргизской советской литературы) (киргиз.) // Советтик адабият жана искусство : газета. — 1941. — Ном. 3. — Б. 1—5.
- Рахматуллин К. Манас — великий патриот (киргиз.) // Советтик Кыргызстан : журнал. — 1942. — Ном. 3. — Б. 23—32.
- Рахматуллин К. Народный акын Алымкул (киргиз.) // Советтик Кыргызстан : журнал. — 1942. — Ном. 3. — Б. 60—66.
- Рахматуллин К. А. П. Чехов. (К 40-летию со дня смерти А. П. Чехова) (киргиз.) // Советтик Кыргызстан : журнал. — 1944. — Ном. 5—6. — Б. 57—62.
- Рахматуллин К. Боконбаев Джоомарт (киргиз.) // Кызыл Кыргызстан : газета. — 1944. — 16 июля.
- Рахматуллин К. Творческий путь Джоомарта (киргиз.) // Советтик Кыргызстан : журнал. — 1944. — Ном. 8. — Б. 8—16.
- Рахматуллин К. «Манас» (киргиз.) // Кызыл Кыргызстан : газета. — 1945. — 30 сентября.
- Рахматуллин К. «Манас» (киргиз.) // Коммунист : журнал. — 1946. — Ном. 1. — Б. 42—49.